# Drosophila schmidti
Drosophila schmidti este o specie de muște din genul Drosophila, familia Drosophilidae, descrisă de Oswald Duda în anul 1924. Conform Catalogue of Life specia Drosophila schmidti nu are subspecii cunoscute.